# Angrboda (satelit)
Angrboda (Saturn LV), cunoscut provizoriu ca S/2004 S 22, este un satelit natural al lui Saturn. Descoperirea sa a fost anunțată de Scott S. Sheppard⁠(d), David C. Jewitt⁠(d) și Jan Kleyna⁠(d) pe 7 octombrie 2019 din observații efectuate între 12 decembrie 2004 și 1 februarie 2006.  Și-a primit denumirea permanentă în august 2021. Pe 24 august 2022, a fost numit oficial după Angrboða, un jötunn din mitologia nordică.  Ea este consoarta lui Loki și mama lupului Fenrir, șarpele Midgard Jörmungandr și conducătorul morților Hel.
Angrboda are aproximativ 3 kilometri în diametru și orbitează în jurul lui Saturn la o distanță medie de 20,636 Gm în 1107,13 zile, la o înclinație de 177° față de ecliptică, într-o direcție retrogradă și cu o excentricitate de 0,251. 